# Ґовернер Морріс
Мо́рріс Ґо́вернер (1752–1816) — державний діяч США.

## Життєпис
Народився у Нью-Йорку в заможній родині, представники якої обіймали державні посади. Малюком втратив ногу під час зіткнення карет. Закінчив Королівський коледж у Нью-Йорку і вивчав право.
Більшість його родичів і друзів були лоялістами, проте Морріс узяв сторону патріотів. Він служив у міліції, обирався до конгресу штату і Континентального конгресу. Після поразки на виборах до Палати представників у 1779 році переїхав до Філадельфії, де адвокатував. На Філадельфійському конвенті брав слово частіше за будь-кого. Обстоював сильний федеральний уряд, яким керуватиме заможна еліта. Працював у різних комісіях і був основним автором остаточного тексту Конституції.
Після конвенту 10 років жив у Європі. Деякий час обіймав посаду сенатора, але незабаром пішов у відставку.